# Taking Chance
Taking Chance ist ein US-amerikanisches Filmdrama aus dem Jahr 2009. Regie führte Ross Katz, der zusammen mit Lt. Col. Michael Strobl das Drehbuch schrieb. Der Film wurde in den USA erstmals am 21. Februar 2009 auf dem Fernsehsender HBO ausgestrahlt.

## Handlung
LtCol Mike Strobl analysiert und präsentiert Zahlen über im Irakkrieg gefallene Soldaten im Headquarters Marine Corps Combat Development Command. Er wird von Schuldgefühlen geplagt, weil er nicht selbst im Krieg kämpft. Als er eines Nachts die Liste der Gefallenen im Zuge der Operation Iraqi Freedom durchgeht, stößt er auf den Namen von PFC Chance Phelps, der so wie auch Strobl aus Clifton, Colorado stammt. Strobl meldet sich daraufhin freiwillig, Chance Phelps nach Hause zu eskortieren. Die Route führt Strobl von Philadelphia nach Dubois, Wyoming.
Während der gesamten Reise wird sowohl Strobl als auch Phelps immer wieder Respekt gezollt. Zivilisten zeigen ihren Respekt für den gefallenen Soldaten und seinen Begleiter unter anderem durch Geschenke oder das Ziehen ihrer Hüte, Soldaten und Offiziere salutieren vor dem Sarg. Als Strobl und ein Pastor Chance Phelps den letzten Teil der Strecke im Auto transportieren, bildet sich um sie ein Konvoi aus Autos, die ihre Scheinwerfer einschalten, um auf diese Weise ihren Respekt zu zeigen.
An seinem Zielort angelangt, besucht Strobl eine Party zu Ehren von Phelps. Dort erzählt ein Soldat, dass Chance sich während eines Angriffes für seine Kameraden geopfert hat. Wieder wird deutlich, dass Strobl starke Schuldgefühle hat, weil er selbst zu Hause geblieben ist, anstatt nach seinem Einsatz in Desert Storm wieder in den Krieg zu ziehen.
Am Ende des Films übergibt Strobl der Familie von Chance Phelps dessen persönliche Sachen sowie einen Brief seines Vorgesetzten, in dem dieser Chance als Helden bezeichnet und salutiert tiefbewegt ein letztes Mal vor dem Sarg, bevor er sich auf die Heimreise macht.

## Rezeption
Taking Chance wurde von zwei Millionen Zuschauern gesehen und wurde so zu HBOs meistgesehenem Originalfilm in fünf Jahren. Ein HBO-Sprecher schätzte, dass weitere 5,5 Millionen Zuschauer darauf folgende Ausstrahlungen des Films gesehen haben.
Auf Rotten Tomatoes erhielt das Drama gemischte Reaktionen, da 57 % der Kritiker dem Film eine positive Bewertung gaben. Und auch sonst erhielt Taking Chance sowohl positive als auch negative Rezensionen.

## Produktion
Das Militär unterstützte den Film durch seinen Rat und ermöglichte der Filmcrew dadurch die genaue Darstellung der Behandlung der Gefallenen und des Regelwerkes, das für sie gilt.

## Hintergründe
Der Film basiert auf den Erinnerungen von Marine Corps Lt. Col. Mike Strobl, der den 2004 im Irak gefallenen PFC Chance Phelps nach Hause begleitete. Den 20-seitigen Bericht über seine Reise zeigte der Marine seinen Freunden und Kollegen, bevor er zunächst in Militärblogs und den Medien auftauchte und schließlich verfilmt wurde. Strobl ging 2007 in Rente und arbeitet zurzeit als Wirtschaftsanalyst im Verteidigungsministerium der Vereinigten Staaten.

## Auszeichnungen
Das Drama wurde für zahlreiche Preise nominiert, wie zum Beispiel für den Grand Jury Prize im Bereich U.S. Drama auf dem Sundance Film Festival im Jahre 2009 oder auch für 10 Emmys, von denen es aber nur einen Emmy gewann.
- Directors Guild of America Awards 2009 in der Kategorie “Movies for Television and Mini-Series” (Ross Katz, Lori Keith Douglas, Robert C. Albertell, Vanessa Hoffman, Carla Raij, Brendan Walsh)
- Emmy Awards 2009 in der Kategorie “Outstanding Single Camera Picture Editing for a Miniseries or a Movie” (Lee Percy, Brian A. Kates)
- Golden Globe Awards 2010 in der Kategorie “Best Performance by an Actor in a Mini-Series or a Motion Picture Made for Television” (Kevin Bacon)
- Humanitas-Preis 2009 in der Kategorie “90 Minutes Category” (Ross Katz, Michael Strobl)
- Screen Actors Guild Awards 2010 in der Kategorie “Outstanding Performance by a Male Actor in a Television Movie or Miniseries” (Kevin Bacon)
- Writers Guild of America Award (TV) 2010 in der Kategorie “Long Form – Adaptation” (Michael Strobl, Ross Katz)